# (1807) Словакия
(1807) Словакия (словац. Slovensko) — астероид главного пояса, который принадлежит к светлому спектральному классу S и характеризуется крайне медленным вращением вокруг своей оси — один оборот этот астероид совершает почти за 13 дней. Он был открыт 20 августа 1971 года словацким астрономом Миланом Анталом в обсерватории Скалнате Плесо и назван в честь Словакии, небольшого государства в Восточной Европе.

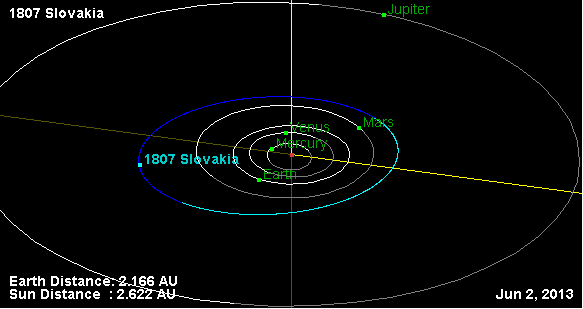
Орбита астероида Словакия и его положение в Солнечной системе